# Нормальные колебания

Различные нормальные моды в 1D решётке.

Норма́льные колеба́ния, со́бственные колебания или мо́ды — набор характерных для колебательной системы типов гармонических колебаний, происходящих за счёт начального запаса энергии. Каждое из нормальных колебаний физической системы, например, колебаний атомов в молекулах, характеризуется своей частотой. Такая частота называется нормальной частотой, или собственной частотой (по аналогии с линейной алгеброй: собственное число и собственный вектор). Набор частот нормальных колебаний составляет колебательный спектр. Произвольное колебание физической системы можно представить в виде суперпозиции различных нормальных колебаний. Вынужденные колебания физической системы испытывают резонанс на частотах, которые совпадают с частотами нормальных колебаний этой системы.

## Нормальные колебания в молекулах

### Общая теория
Потенциальная энергия взаимодействия атомов в молекулах является определённой функцией их обобщённых координат {\displaystyle U(\mathbf {r} _{1},\ldots ,\mathbf {r} _{i},\ldots ,\mathbf {r} _{N})}. Эта функция теоретически рассчитывается методами квантовой механики в адиабатическом приближении или задаётся определёнными модельными эмпирическими потенциалами. Равновесные положения атомов в молекулах {\displaystyle \mathbf {r} _{i0}} задаются условием минимума этой функции:
{\displaystyle {\frac {\partial U}{\partial \mathbf {r} _{i}}}=0.}
При выводе конфигурации молекулы из равновесия так, что каждый атом сместится на некую величину {\displaystyle \delta \mathbf {r} _{i}}, в молекуле возникнут силы, которые стремятся вернуть атомы в положение равновесия, отвечающего минимуму потенциальной энергии, а потенциальная энергия возрастёт и станет равной:
{\displaystyle U(\mathbf {r} _{1},\ldots ,\mathbf {r} _{i},\ldots ,\mathbf {r} _{N})=U_{0}+{\frac {1}{2}}\sum _{i,j=1}^{N}\sum _{\alpha ,\beta =1}^{3}a_{ij}^{\alpha \beta }\delta r_{i}^{\alpha }\delta r_{j}^{\beta }+o(\left\|\mathbf {r} \right\|^{2}),}
где {\displaystyle i} и {\displaystyle j} — индексы атомов,
{\displaystyle \alpha } и {\displaystyle \beta } — индексы осей координат,
{\displaystyle U_{0}} — потенциальная энергия молекулы в положении равновесия,
а коэффициенты {\displaystyle a_{ij}^{\alpha \beta }} определяются разложением потенциальной энергии в ряд Тейлора в окрестности положения равновесия.
Коэффициенты в разложении в ряд, соответствующие первым производным, равны нулю, так как в положении равновесия — минимум потенциальной энергии, то есть «дно» потенциальной ямы и поэтому первые производные по координатам обращаются в нуль.
{\displaystyle a_{ij}^{\alpha \beta }={\frac {\partial ^{2}U}{\partial r_{i}^{\alpha }\partial r_{j}^{\beta }}}{\bigg |}_{\mathbf {r} _{i}=\mathbf {r} _{i0}}+{\frac {\partial ^{2}U}{\partial r_{i}^{\alpha }\partial r_{i}^{\beta }}}{\bigg |}_{\mathbf {r} _{j}=\mathbf {r} _{j0}}.}
Уравнения движения для смещённых из положения равновесия атомов имеют следующий вид:
{\displaystyle m_{i}{\frac {d^{2}}{dt^{2}}}\delta r_{i}^{\alpha }=-\sum _{j=1}^{N}\sum _{\beta =1}^{3}a_{ij}^{\alpha \beta }\delta r_{j}^{\beta }},
где {\displaystyle m_{i}} — масса i-го атома.
Если искать решения системы дифференциальных уравнений в виде
{\displaystyle \delta r_{i}^{\alpha }=b_{i}^{\alpha }e^{i\omega t}.}
то получим систему линейных уравнений:
{\displaystyle m_{i}\omega ^{2}b_{i}^{\alpha }-\sum _{j=1}^{N}\sum _{\beta =1}^{3}a_{ij}^{\alpha \beta }b_{j}^{\beta }=0.\qquad ({\text{A}})}
Всего таких уравнений {\displaystyle 3N-6} ({\displaystyle 3N-5} в случае линейных молекул), где {\displaystyle N} — число атомов.
3 других уравнений описывают движение центра массы молекулы, а ещё три (два в случае линейных молекул) — вращения молекулы как целого. Система этих дифференциальных уравнений однородная, а следовательно, имеет нетривиальное решение лишь при наборе определённых частот, называемых собственными частотами, которые находятся из решения уравнения равенства нулю детерминанта этой системы:
{\displaystyle \left|m_{i}\omega ^{2}\delta _{ij}\delta _{\alpha \beta }-a_{ij}^{\alpha \beta }\right|=0},
где {\displaystyle \delta _{ij}} — символ Кронекера.
Данный детерминант является уравнением {\displaystyle 3N-6}-ой степени относительно {\displaystyle \omega ^{2}}, которое называется вековым или секулярным уравнением. Его корни определяют спектр собственных частот колебаний молекулы.
Собственные векторы {\displaystyle \mathbf {b} _{i}} уравнения (A) определяют {\displaystyle 3N-6} нормальных мод колебаний молекулы.
Нормальные моды взаимно линейно независимы и взаимно ортогональны:
{\displaystyle \sum _{i=1}^{N}\mathbf {b} _{i}^{m}\cdot \mathbf {b} _{i}^{n}=0},
если {\displaystyle m\neq n}, где {\displaystyle m} и {\displaystyle n} — индексы, которыми обозначены различные собственные векторы. Именно этой особенности нормальные моды обязаны своим названием.
Собственные векторы матрицы вторых производных потенциальной энергии по масс-взвешенным декартовым координатам пропорциональны малым смещениям таких координат атомов относительно положения равновесия. Эти смещения должны быть достаточно малыми, чтобы соответствующие члены в разложении Тейлора потенциальной энергии по координатам были пренебрежимо малы. Поэтому нормальные колебания есть малые колебания, при нарастании амплитуды колебаний увеличивается ангармонизм колебаний, то есть при разложении колебаний в ряд Фурье в спектре появляются высшие гармоники, что делает теорию колебаний молекулы очень сложной.
Произведение вектора нормальной моды на вектор взвешенных по массе декартовых координат является т. н. нормальной координатой. Базис нормальных координат представляет собой направления колебательных движений молекулы.
В теории механизма химических реакций элементарный акт химической перестройки молекулы представляется как движение по одной из нормальных координат (она называется в таком случае естественной координатой реакции, англ. intrinsic reaction coordinate). При этом система преодолевает «горб» потенциальной энергии и колебательное движение перестаёт быть колебательным, а становится поступательным. В более сложных случаях акт перестройки молекулярной структуры описывается изменением не одной, а двух или более нормальных координат, в этом случае говорят о сильном взаимодействии колебательных мод и большой кривизне реакционного пути в поперечном направлении.

### Дипольный момент
Если известны нормальные моды, которые задаются векторами {\displaystyle \mathbf {b} _{i}^{n}}, где индекс n — номер моды, а также
частичные заряды атомов в молекулах, то можно образовать векторы:
{\displaystyle \mathbf {d} ^{n}=\sum _{i}q_{i}\mathbf {b} _{i}^{n},}
которые называются дипольными моментами нормальных мод.
Во внешнем электрическом поле, например, в поле электромагнитной волны, энергия диполя определяется формулой:
{\displaystyle \mathbf {E} \cdot \mathbf {d} .}
Поэтому те нормальные моды, которые имеют значительный дипольный момент сильно взаимодействуют с электромагнитными волнами (обычно их частоты лежат в инфракрасном диапазоне). Те нормальные моды, для которых дипольный момент пренебрежимо мал, не поглощают и не излучают инфракрасные волны.
Например, симметричная молекула O2 имеет равный электрический симметричный заряд на своих атомах, следовательно, нулевой дипольный момент и поэтому кислород в атмосфере не поглощает инфракрасное излучение и не является «парниковым» газом.
В молекуле углекислого газа CO2 атомы кислорода несколько подтягивают электроны общего электронного облака к себе от центрального атома углерода, поэтому все три атома имеют небольшой частичный заряд. В линейной молекуле углекислого газа присутствуют четыре ({\displaystyle 3N-5}) нормальные моды. Одна из них — это симметричные колебания атомов кислорода вдоль оси молекулы. Эта мода не имеет дипольного момента. Другая мода колебаний — асимметричные колебания атомов кислорода вдоль оси молекулы и изгибные колебания имеют ненулевой дипольный момент, — третья и четвёртая вырожденные моды, описывающие угловые колебания молекулы во взаимно перпендикулярных направлениях.